# 6142 Tantawi
6142 Tantawi este o planetă minoră (asteroid), cu un diametru de 9,167 km, din centura de asteroizi. A fost descoperită pe 23 martie 1993 la Mount John University Observatory⁠(d) de Alan C. Gilmore⁠(d). 
Obiectul prezintă o orbită caracterizată de o semiaxă mare de 2,4587112 UAi, o excentricitate de 0,14, o înclinație de 2,94536 ° în raport cu ecliptica.